# Церковь Покрова Пресвятой Богородицы (Мервино)
Це́рковь Покрова́ Пресвято́й Богоро́дицы — православная церковь начала XIX века в селе Мервино (сейчас входит в черту Рязани).

## История
Согласно рязанскому историку и священнику Иоанну Добролюбову (XIX век), первоначальная церковь на этом месте была посвящена великомученику Георгию Победоносцу. Вместо неё была построена Покровская церковь.
В 1807 году здание сгорело. В следующем году было решено построить каменную церковь с приделом великомученика Георгия. В 1809 году храм был освящён. 
Согласно же материалам Рязанской духовной консистории церковь была построена в 1813 году стараниями настоятеля Спасо-Преображенского монастыря Антония. 
21 июня 1939 года церковь закрыли, а здание предполагалось использовать под клуб, который так и не удалось открыть. Здесь было устроено складское помещение (зерновые, химикаты), потом стали изготавливать надгробия. Колокольня была разрушена как «нефункциональная». В конце 1994 года здание было передано Рязанской епархии Русской православной церкви. В 1995 году был освящён главный престол храма.

## Описание
Основное здание сооружено в стиле «восьмерик на четверике». К храму примыкает трапезная, в которой находятся приделы в честь великомученика Георгия Победоносца и в честь преподобного Сергия Радонежского. 